# District de Morhange
Pour les articles homonymes, voir Morhange.
Le district de Morhange est une ancienne division territoriale française du département de la Moselle de 1790 à 1795.
Il était composé des cantons de Morhange, Ancerville, Bistroff, Fauquemont, Sailly, Thicourt, Thimonville et Vatimont.